# 下部讚

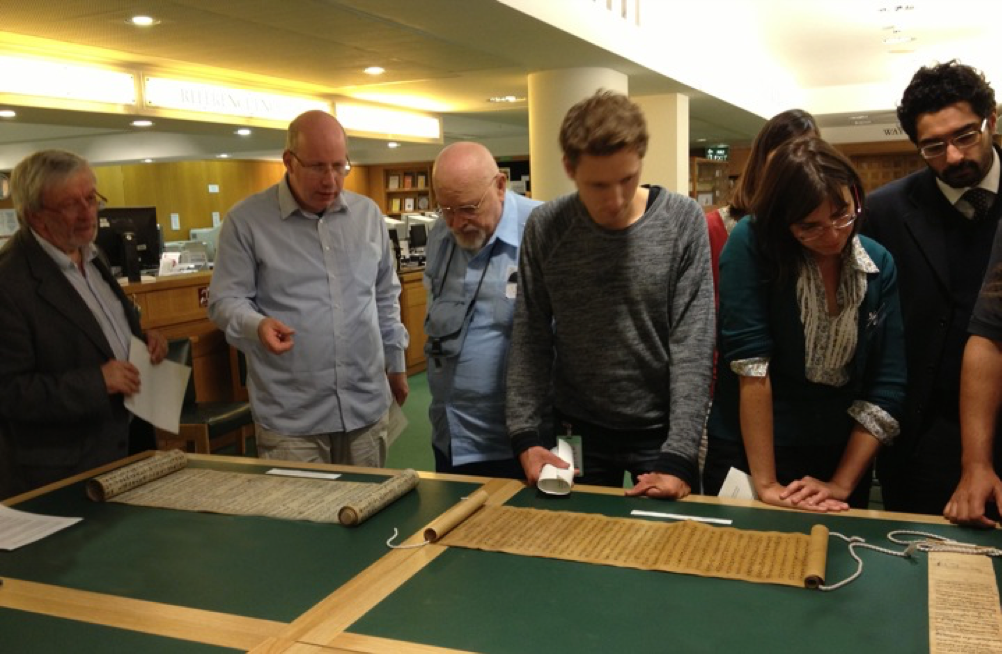
摩尼教學者在大英圖書館檢視《下部讚》（左）和《摩尼光佛教法儀略》寫本。

《下部讚》（英語：Chinese Manichaean Hymn Scroll）是英國考古學家斯坦因發現於莫高窟藏經洞的唐朝敦煌遺書，為摩尼教敦煌漢語三經之一，是古代中國摩尼教徒擧行宗教儀式時使用的讚美詩。現藏大英圖書館，編號S.2659。

## 簡介
寫本的卷首略殘，內容均以詩體形式寫成。其中七言詩1254句，以及少量四言和五言詩。根據林悟殊的研究，這些讚美詩是翻譯自某種中古伊朗語，而非中土摩尼教徒的原創。其中有很多內容是獻予摩尼教中的耶穌——夷數，以及摩尼教最高神明尊的讚歌。

## 另見
- 摩尼教殘經
- 摩尼光佛教法儀略
- 摩尼教抄本殘頁